# Alex Kapranos
Alexander Paul Kapranos Huntley (Almondsbury, 20 marzo 1972) è un cantante e chitarrista britannico.
Fa parte della band scozzese Franz Ferdinand, gruppo fondato nel 2001 con Robert Hardy, Nick McCarthy e Paul Thompson.

## Biografia
Alex Kapranos è nato ad Almondsbury, in Inghilterra da madre inglese e padre greco. Quando aveva 3 anni si è trasferito nel nord est dell'Inghilterra, trascorrendo la sua infanzia a South Shields, nel Tyne and Wear, città natale della madre e le sue vacanze estive in Grecia, paese nativo del padre. Huntley è il nome che suo padre prese dalla zia, mentre il secondo nome gli venne dato in onore a Paul McCartney di cui sua madre è una fan. Nel 1980, Alex si trasferì con la sua famiglia ad Edimburgo e, nel 1984, a Glasgow dove frequentò la Bearsden Academy. A 17 anni iniziò a frequentare gli studi di Teologia alla Università di Aberdeen. In seguito, proseguì i suoi studi alla Università di Strathclyde, ottenendo anche un Bachelor of Arts. Lavorò come chef, barman, music promoter, autista e lettore.
Dal 1990, iniziò a cavalcare la scena musicale di Glasgow, suonando in vari locali tra cui il Kazoo Club. Ha suonato in diverse band musicali di Glasgow tra cui The Blisters (più tardi conosciuti come The Karelia), The Amphetameanies, e The Yummy Fur.
Dopo aver abbandonato "Huntley" dal suo nome, forma i Franz Ferdinand nel 2001. La band raggiunse il successo dopo il loro secondo singolo Take Me Out (realizzato il 12 gennaio 2004) raggiungendo la terza posizione in classifica nel Regno Unito, seguito dall'album di debutto Franz Ferdinand (realizzato il 9 febbraio 2004). La band vinse nel 2004 il Mercury Music Prize e due BRIT Awards nel 2005 come Best British Group e Best British Rock Act.
Oltre alla sua professione nel campo musicale collabora con il prestigioso giornale The Guardian per cui scrive articoli gastronomici. In Italia molti suoi articoli sono stati pubblicati dal settimanale Internazionale.

## Vita privata
Nel suo tempo libero, Alex Kapranos si dedica alla creazione di mobili astratti nel suo laboratorio di falegnameria.
Nel giugno 2005, Kapranos è stato trattenuto per circa un'ora dagli ufficiali all'Aeroporto di Domodedovo a Mosca, dopo essere stato erroneamente identificato come appartenente a una lista di divieto di volo verso gli Stati Uniti. Ciò è accaduto a causa del cognome sul suo passaporto, Huntley, che in precedenza era stato usato come alias dall'ex agente dell'MI6 Richard Tomlinson. Tomlinson era stato licenziato, imprigionato e etichettato come rischio per la sicurezza dopo aver diffuso tra gli editori una bozza di un libro sull'MI6. Kapranos è stato rilasciato dopo che gli ufficiali hanno determinato che non corrispondeva alla descrizione di Tomlinson.
Cresciuto a Sunderland, ha sostenuto la squadra di calcio locale, il Sunderland A.F.C..
Kapranos è stato fidanzato con la cantante Eleanor Friedberger per alcuni anni e ha dedicato la canzone Eleanor Put Your Boots On a lei. Dal 2019, è in una relazione con la musicista francese Clara Luciani, che ha annunciato la sua gravidanza con il primo figlio della coppia nel maggio 2023. I due sono sposati in Scozia alla fine di maggio del 2023. La coppia ha dato alla luce un figlio a settembre dello stesso anno.